# Simulation des tubes électroniques
 (mars 2022).

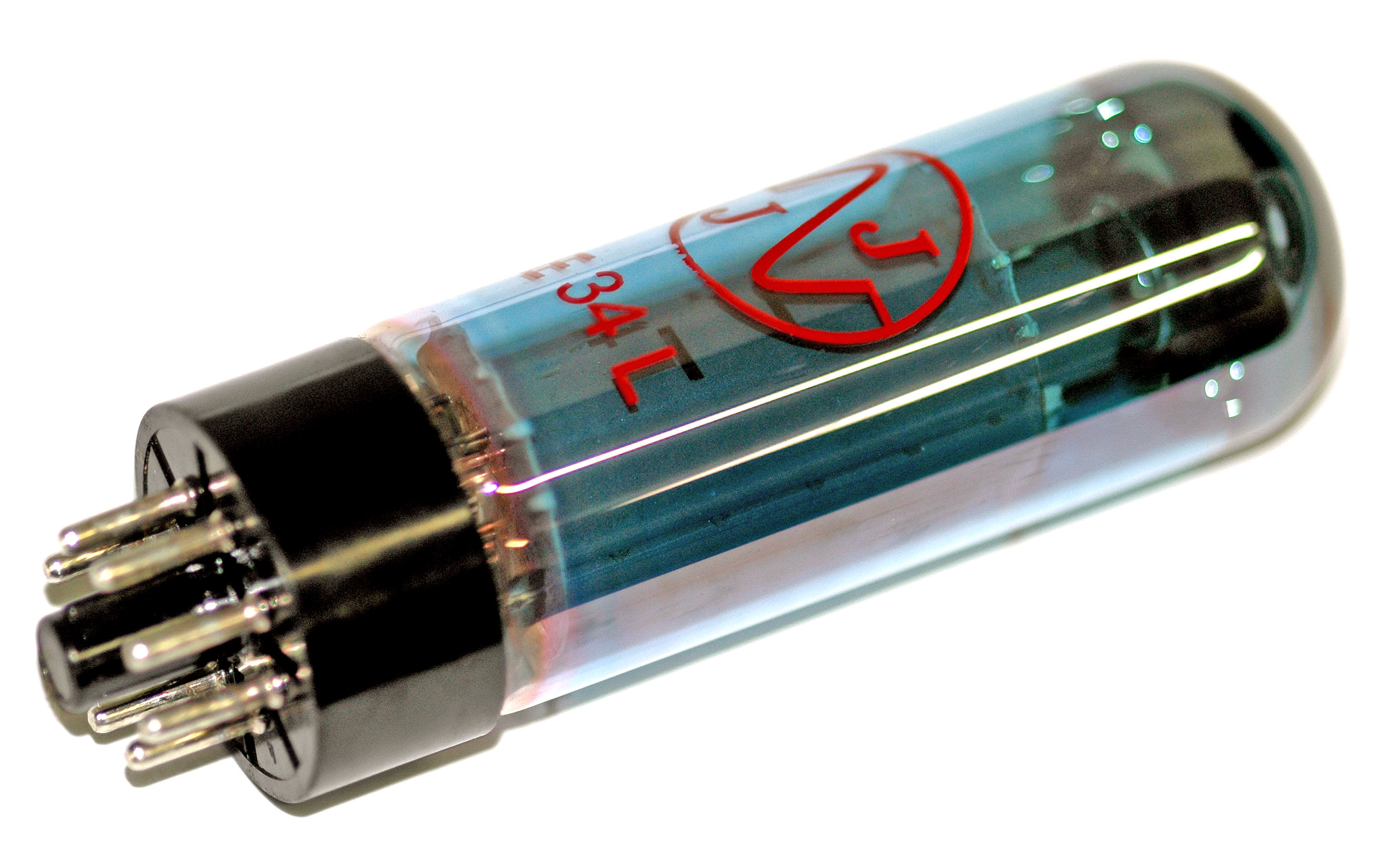
Une pentode EL34 pour amplificateur de guitare électrique.

La simulation des tubes électroniques utilise les techniques générales de simulation informatique largement utilisées dans l'industrie électronique. Les logiciels utilisés sont nombreux et ils sont presque tous basés sur SPICE, un simulateur réalisé par l'université de Berkeley à Los Angeles dans les années 1970 à 1980.

## Spécificité des tubes électroniques
La plupart des fabricants fournissent directement les modèles de leurs composants électroniques, modèles qui seront utilisés par le logiciel de simulation. Ces modèles fournissent des données fiables conduisant à des résultats corrects.
De tels modèles n'existent pas avec les tubes électroniques d'usage courant. Leurs utilisateurs en sont donc réduits à faire leurs propres modèles à partir des courbes des caractéristiques des tubes qu'ils utilisent. De plus, ces modèles sont généralement réalisés pour être utilisés avec des versions libres de logiciels commerciaux, versions qui ne permettent de réaliser que des simulations comportant un nombre réduit de paramètres. Ce n'est que récemment[Quand ?] que des logiciels libres comme Geda ou LTspiceIV de Linear Technologie ont atteint un niveau de maturité suffisant pour concurrencer les logiciels commerciaux.

## Les modèles utilisables
Malgré leur longue évolution[Quand ?], la plupart de ces modèles ne présentent qu'une simplification du comportement réel du tube modélisé, comme les modèles proposés en 1989 par la société Intusoft. De manière générale, plus le nombre d'électrodes du tube augmente, plus le modèle s'écarte du composant réel. Leur principal défaut était de ne modéliser correctement que le courant d'anode, et dans le cas des tubes multigrilles, que pour une tension G2 fixe.
En 1993, Charles Rydel a confié à la société Excem la diffusion de sa première édition d'une bibliothèque contenant plus de 40 tubes, diodes, triodes, tétrodes et pentodes BF. En 1995, il a exposé au 98e congrès de l'Audio Engineering Society son travail sur les modèles comportementaux pour la diode, la triode, la pentode ainsi que la tétrode à faisceaux dirigés et prenant en compte tous les paramètres utiles pour une simulation réaliste (Simulation of Electron Tubes with SPICE, AES preprint 3965). Ces modèles ont été créés en utilisant le logiciel MathCad.
Un chercheur italien, Stefano Perugini, a ensuite proposé, dans Glass Audio en 1998, un modèle de diode. Il propose aussi un résumé des différentes méthodes de simulation des tubes électroniques.
Pour la triode, il existe différentes approches. Aujourd'hui[Quand ?], celles de Charles Rydel et de Norman Koren donnent les meilleurs résultats. Dans le cas des modèles de Rydel le courant de grille écran et son interaction sur le courant d'anode sont donnés. Il existe encore l'approche de Maillet[Qui ?], qui est plus adaptée à des logiciels mathématiques tels que Matlab qu'aux différentes variantes de Spice (auxquelles cette approche pose de gros problèmes de convergence[pas clair]) et qui ne donne de bons résultats que dans la gamme de valeurs pour lesquelles les polynômes auront été caractérisés lors du développement du modèle.
Il existe aussi diverses approches avec la pentode, et même dans le cas où le courant de G2 est modélisé, son interaction sur le courant d'anode ne l'est pas, sauf dans le cas du modèle de Rydel qui est le plus complet et permet en particulier d'introduire un potentiel G2 variable et de simuler des étages de puissance à pentodes genre EL34 ou tétrodes genre 6L6 en ultralinéaire, cela dès sa présentation au congrès de l'AES en 1995. En outre des simulations d'étage type McIntosh[Quoi ?], où la grille écran est mise à contribution[pas clair], donneront des résultats convaincants. Plus tard, Broydé et Clavelier ont aussi présenté des modèles à 20 paramètres extrêmement sophistiqués, prenant en compte en outre les filaments, cela dans le cadre d'une démarche plus physique que phénoménologique.
À noter aussi un livre en allemand d'Alexander Potchinkov, Simulation von Röhrenverstäekern mit Spice (édition Vieweg Teubner) qui traite de la simulation Spice des amplificateurs à tubes.
Compte tenu des variations en production qui sont souvent de +-30 %, les résultats d'une simulation de tubes électroniques devront être considérés avec prudence, tout comme le sont les simulations à base de Mos. Ils pourront être corrects pour une diode, pour une triode utilisée en classe A ainsi que pour une pentode utilisée en classe A et avec un potentiel fixe de G2, mais des divergences importantes pourront être observées dans les autres cas, en particulier en classe C, la plus utilisée en RF.
Un logiciel en version 1.2 et permettant de compiler des triodes existe pour Pspice, mais il n'est pas documenté.
Une approche très intéressante a été développée par Sanbao Zheng et John Keane[Qui ?] dans le cadre de leur travail sur l'accélérateur de particules du laboratoire national de Brookhaven. Leur modèle utilise les courbes à courant constant du tube 4CW150'000, une tétrode de 150 kW idéale entre autres, d'après le fabricant, pour un amplificateur audio. L'avantage de cette méthode est qu'il y a moins de variations de paramètres lors des variations de charge du tube modélisé, ce qui permet de modéliser le fonctionnement complet du tube avec un nombre de paramètres relativement restreint.
Le développement de meilleurs modèles pour les tubes à vide est toujours en cours, les scientifiques étant conscients du problème et souhaitant améliorer les modèles existants.